# カール・エスターライヒャー
カール・エスターライヒャー（Karl Österreicher、1923年1月3日 - 1995年3月11日）は、オーストリアの指揮の教育家・指揮者・クラリネット奏者。

## 経歴
1923年、ローアバッハ・アン・デア・ゲルセン生まれ。カール・ベームが音楽監督を務めていた時代にウィーン国立歌劇場管弦楽団の第2クラリネット奏者として入団するが、ベームと衝突して首席クラリネットに上がれないまま退団する。
その後、指揮者に転向し、ウィーン国立音楽大学のハンス・スワロフスキーのアシスタントを務め、教授の指揮活動で忙しい中、当時のクラウディオ・アバドやズービン・メータ、ジュゼッペ・シノーポリ、ローター・ツァグロセクなどの生徒のレッスンを代講する。ハンス・スワロフスキーの死後に指揮科の教授に昇格。現在中堅のペーター・シュナイダーやヘスス・ロペス＝コボス、アダム・フィッシャーとイヴァン・フィッシャーの兄弟、マリス・ヤンソンス、ガルシア・ナヴァロなどの生徒を教える。なお晩年はプライヴェートでプラシド・ドミンゴらにも指揮を教えていた。現在、ウィーン国立音楽大学指揮科助教授の湯浅勇治も弟子の一人である。
その指揮振りはオーソドックスで模範的なもので、どんなタイプの、またどのパートのオーケストラ音楽家にも容易く受け入れられるタイプであり、いわゆるカラヤンやバーンスタイン方式を採用し、その生徒の個性的な指揮振りを壊さないような教育法であった。いろいろな名指揮者の分析も欠かさずとりあげ、また実際にホルスト・シュタインやヴァーツラフ・ノイマンらを客演教授として招待し、生徒には午前中はピアノを使った指揮のレッスン、午後は毎日のように学生オーケストラを振らせて授業を進めていた。
指揮者としての活動は多くないものの、サンクトペテルブルク・フィルハーモニー交響楽団やオーストリア放送交響楽団などに客演したことがある。大学の学生オーケストラを指揮科主任教授として指揮することが多く、同僚のオトマール・スウィトナーがベルリン国立歌劇場やNHK交響楽団などの仕事で忙しかったことから、その活動はほぼ彼が統括していた。
1995年にザンクト・ペルテンの病院で死去した。